# Touba (rivière)
Pour les articles homonymes, voir Touba.
La Touba (en russe : Туба) est une rivière de Russie et un affluent droit de l'Ienisseï, qui coule  dans le sud de la Sibérie occidentale, dans le krai de Krasnoïarsk. 

## Géographie
La rivière dont le cours a une longueur de 119 km résulte de la jonction des rivières Amyl et Kazyr. Avec le Kazyr, considéré comme cours supérieur de la Touba, son cours atteint 507 km.   
La Touba est une rivière très abondante. Elle collecte plusieurs cours d'eau issus de la partie orientale des monts Saïan très arrosés, et coule dans la dépression de Minoussinsk, où elle se subdivise en de nombreux bras. Orientée d'est en ouest, elle finit par se jeter dans l'Ienisseï, au niveau du lac du barrage de Krasnoïarsk, dont son cours inférieur fait partie. 
Dans le bassin versant de la Touba se trouvent plus de mille lacs, dont la superficie totale se monte à 91 km2.
Le bassin fluvial a une superficie de 36 900 km2. Le débit moyen au niveau de sa confluence avec l'Ienisseï, est de 771 m3/s (Plus ou moins les trois quarts du débit de la Loire à Nantes).

## Affluents
- Le Kazyr est le constituant de droite de la Touba. 
  - Le Kizir lui apporte ses eaux en rive droite
- L'Amyl venue du sud et constituant gauche conflue aux environs de Kachoulka.

## Navigabilité
La rivière est prise par les glaces depuis fin octobre ou début novembre, jusque fin avril-début mai. Elle est navigable sur 99 kilomètres depuis son embouchure.
La rivière est franchie à Kouraguino, par une ligne de chemin de fer reliant Abakan sur l'Ienisseï à la petite localité de Bolchaïa Irba.

## Hydrométrie - Les débits mensuels à Bougourtak
Le débit de la rivière a été observé pendant 59 ans (de 1941 à 1989) à Bougourtak, localité située un peu en aval de la confluence avec l'Amyl son affluent principal  . 
À Bougourtak, le débit inter annuel moyen ou module observé sur cette période était de 751 m3/s pour une surface prise en compte de 31 800 km2, soit plus ou moins 85 % de la totalité du bassin versant de la rivière. La lame d'eau écoulée dans cette partie du bassin versant, de loin la plus importante, se monte ainsi à 744 millimètres par an, ce qui est très élevé.
La Touba est une rivière puissante, alimentée en grande partie par la fonte des neiges et des glaces. C'est un cours d'eau de régime nivo-glaciaire de montagne qui présente globalement deux saisons. 
Les hautes eaux se déroulent du mois d'avril au mois d'octobre, avec un pic très important en mai et surtout en juin, ce qui correspond au dégel et à la fonte des neiges de son bassin. Dès le mois de juillet, le débit de la rivière baisse progressivement mais reste abondant tout au long de la période estivale. Au mois d'octobre le débit fléchit fortement, ce qui mène à la période des basses eaux. Celle-ci a lieu de novembre à mars-avril inclus, sous l'effet des puissantes gelées qui envahissent la totalité de la Sibérie. Mais la rivière conserve durant toute la période des basses eaux un débit assez consistant. 
Le débit moyen mensuel observé en mars (minimum d'étiage) est de 104 m3/s, soit à peine 4 % du débit moyen du mois de mai (2 482 m3/s), ce qui souligne l'amplitude importante des variations saisonnières. Sur la durée d'observation de 59 ans, le débit mensuel minimal a été de 62 m3/s (mars 1944), tandis que le débit mensuel maximal s'élevait à 5 620 m3/s (juin 1966).